# Provinz Obispo Santistevan
Obispo Santistevan (auch: Santiesteban) ist eine Provinz im nordwestlichen Teil des Departamento Santa Cruz im Tiefland des südamerikanischen Anden-Staates Bolivien.
Die Provinz wurde am 2. Dezember 1941 gegründet und erinnert an den Bischof (spanisch Obispo) von Santa Cruz José Belisario Santistevan Seoane (1843–1931), den Förderer des Baus der Kathedrale von Santa Cruz de la Sierra.

## Lage
Die Provinz ist eine von fünfzehn Provinzen im Departamento Santa Cruz. Sie grenzt im Nordwesten an die Provinz Ichilo, im Südwesten an die Provinz Sara, im Südosten an die Provinz Ignacio Warnes, im Osten an die Provinz Ñuflo de Chávez, und im Nordosten an die Provinz Guarayos. Hauptstadt der Provinz ist die Stadt Montero mit 107.294 Einwohnern (Volkszählung 2012).
Sie erstreckt sich zwischen 16°02' und 17°24' südlicher Breite und 63°02' und 64°15' westlicher Länge. Ihre Länge von Nordwesten nach Südosten beträgt 280 Kilometer, ihre mittlere Breite 45 Kilometer, sie hat eine Größe von 3673 Quadratkilometern. Die Grenze der Provinz zu den Nachbarprovinzen im Osten und Nordosten bildet der Río Grande. 

## Bevölkerung
Die Einwohnerzahl der Provinz Obispo Santistevan ist in den vergangenen drei Jahrzehnten auf fast das Doppelte angestiegen:
| Jahr | Einwohner | Quelle       |
| ---- | --------- | ------------ |
| 1992 | 104 660   | Volkszählung |
| 2001 | 142 786   | Volkszählung |
| 2012 | 181 169   | Volkszählung |
| 2024 | 196 101   | Volkszählung |

44,7 Prozent der Bevölkerung sind jünger als 15 Jahre. 98,2 Prozent der Bevölkerung sprechen Spanisch, 27,6 Prozent Quechua, 1,9 Prozent Aymara und 1,2 Prozent Guaraní. 
35,5 Prozent der Bevölkerung haben keinen Zugang zu Elektrizität, 34,2 Prozent leben ohne sanitäre Einrichtung (1992). 
86,5 Prozent der Einwohner sind katholisch, 9,8 Prozent sind evangelisch (1992).

## Gliederung
Die Provinz Obispo Santistevan gliederte sich bei der letzten Volkszählung von 2024 in die folgenden fünf Municipios:
- 07-1001 Municipio Montero, 127.544 Einwohner
- 07-1002 Municipio General Saavedra, 16.043 Einwohner
- 07-1003 Municipio Mineros, 22.731 Einwohner
- 07-1004 Municipio Fernández Alonso, 14.625 Einwohner
- 07-1005 Municipio San Pedro, 15.158 Einwohner

## Ortschaften in der Provinz Obispo Santistevan
- Municipio Montero
  - Montero 107.294 Einw. – Guabirá 1691 Einw.

- Municipio General Saavedra
  - General Saavedra 4611 Einw. – Pico de Monte 1207 Einw. – Puente Caimanes 832 Einw.

- Municipio Mineros
  - Mineros 18.340 Einw. – Pueblo Nuevo de Mineros 978 Einw. – La Porfía 813 Einw. – Rancho Nuevo (Mineros) 509 Einw. – Las Marotas 167 Einw.

- Municipio Fernández Alonso
  - Fernández Alonso 5273 Einw. – Chane Independencia 2612 Einw. – Chané Magallanes 686 Einw. – Aguahí 542 Einw. – Cuatro Ojitos 336 Einw.

- Municipio San Pedro
  - San Pedro 4094 Einw. – Hardeman 3321 Einw. – Sagrado Corazón 1906 Einw. – San Juan del Piraí 1361 Einw. – San José del Norte 1155 Einw. – Canandoa 1025 Einw. – Litoral 641 Einw. – Villa Rosario 412 Einw. – Murillo 383 Einw.